# 3773 Смитсонијан
3773 Смитсонијан (енгл. 3773 Smithsonian) је астероид главног астероидног појаса са средњом удаљеношћу од Сунца која износи 2,165 астрономских јединица (АЈ).
Апсолутна магнитуда астероида је 13,3.